# Ghiandole coagulanti dell'uretra
Le ghiandole coagulanti dell'uretra, dette anche prostata anteriore, sono due ghiandole parauretrali presenti in diverse specie di mammiferi, in particolare roditori e scimmie, a livello dell'uretra prostatica. Fanno parte delle ghiandole parauretrali accessorie e sono collocate immediatamente sopra le ghiandole ampollari, presso l'apice della prostata; il loro secreto svolge un ruolo fondamentale nella coagulazione e nella motilità del liquido seminale e preseminale, ed è blandamente antimicrobico.
In alcune specie di scimmie sostituiscono de facto le ghiandole bulbouretrali accessorie, talvolta ridotte a semplici vestigia; nell'uomo e in diversi ruminanti, invece, sono presenti in forma disseminata come numerose ghiandole omologhe, in particolare le ghiandole prostatiche di Morgagni, di Winslow Duverney e le ghiandole uretrali di Albarran y Dominguez.

## Nomi e classificazione

### Nomi
Le ghiandole coagulanti dell'uretra sono anche chiamate prostata anteriore, poiché situate in continuità con la porzione prossimale della ghiandola, pur essendo istologicamente distinte e separate da quest'ultima. Lo stesso nome è utilizzato in molti mammiferi, inclusi vari ruminanti e l'uomo, per designare le ghiandole intraprostatiche di Morgagni.

### Eponimo
Queste ghiandole non hanno eponimo.

### Classificazione
Appartengono alla categoria delle ghiandole tubulo-acinose composte, poiché sono composte di innumerevoli acini contenenti vescicole e cellule secretorie. Sono inoltre annoverate tra le ghiandole parauretrali accessorie dell'apparato urogenitale.

## Anatomia

### Forma e dimensioni
Le dimensioni di queste ghiandole variano notevolmente secondo l'animale considerato. Nello scimpanzé hanno un diametro di 3 - 5 mm per un'altezza di 7 - 10 mm: dimensioni paragonabili, dunque, a quelle delle sottostanti ghiandole ampollari. Questo vale anche per diversi altri mammiferi, ad esempio gli elefanti. Nei roditori, invece, sono molto più voluminose in rapporto al corpo, e costituiscono una sorta di prolungamento verso il basso delle vescicole seminali, un diverticolo delle ampolle deferenziali che sporge verso l'esterno. La loro forma è visibilmente allungata e per buona approssimazione triangolare.

### Collocazione
Le ghiandole coagulanti uretrali sono collocate immediatamente sopra le ghiandole ampollari, presso la sezione superiore delle ampolle dei dotti deferenti; riversano il loro secreto per via diretta nell'uretra prostatica, attraverso dotti parauretrali di cospicua lunghezza. Visivamente, appaiono come due estroflessioni o diverticoli delle ampolle deferenziali, situate immediatamente alla base delle vescicole seminali e sporgenti all'esterno; la loro collocazione è ventrolaterale rispetto all'apice della prostata e dorsolaterale rispetto al collo della vescica. Nei roditori, in particolare, queste ghiandole sono molto evidenti e si sviluppano verso il basso in continuità con le vescicole seminali, formando una struttura a ferro di cavallo a metà fra le vescicole stesse e il lobo anteriore della prostata.

### Struttura
Ciascuna ghiandola coagulante uretrale è costituita da una capsula fibroelastica di consistenza e spessore irregolari e dalla forma trigonale; appartiene alla categoria delle ghiandole tubulo-acinose composite. Dalla capsula partono dei setti rigidi, che suddividono ciascuna ghiandola in vari settori noti come cisterne, il cui numero può ammontare ad alcune decine. Ciascuna cisterna contiene numerosi acini di forma insolitamente allungata, costituiti da innumerevoli papille legate tra loro in una sorta di catena ramificata a forma di collana di perle; sulla superficie delle papille si possono ritrovare vari microvilli. La funzione dei microvilli non è chiara, ma nei roditori sono molto abbondanti, e alcune analisi suggeriscono che abbiano funzione di assorbimento.
Ciascuna papilla riversa il proprio secreto attraverso un microtubulo che sbocca in un dotto principale, che a sua volta decorre lungo tutto l'acino, raccogliendo le secrezioni di tutte le papille. I dotti principali provenienti da tutti gli acini sboccano infine in un singolo dotto parauretrale maggiore (dal diametro di 1,1 - 1,3 mm nello scimpanzé), che fuoriesce dalla ghiandola e si riversa direttamente nell'uretra prostatica, in genere nei pressi dell'utricolo prostatico. Questi dotti uretrali (uno per ciascuna ghiandola coagulante) sono simmetrici e piuttosto lunghi, poiché devono attraversare la sezione inferiore delle ampolle deferenziali; nello scimpanzé, misurano circa 2,5 cm.

### Epitelio
La capsula fiborelastica delle ghiandole e le cisterne sono costituite di cellule non secretorie, composte di semplice tessuto epiteliale; perlopiù nei roditori, sulla loro porzione superiore si rilevano minuscoli microvilli, con probabile funzione di assorbimento. Ciascun acino contiene minuscoli vasi sanguigni e tessuto muscolare scheletrico, ed è circondato da un denso stroma connettivo di carattere lievemente acido. Gli acini in sé sono composti di cellule secretorie e vescicole secretorie, che producono il secreto delle ghiandole; il tessuto prevalente in queste strutture è epitelio colonnare semplice, e più raramente cubico semplice.

## Funzione

### In rapporto alle altre ghiandole uretrali
Nella maggior parte dei mammiferi, in particolare roditori e scimmie, la funzione delle ghiandole coagulanti è complementare a quella delle altre ghiandole parauretrali accessorie, in particolare prostata, vescicole seminali, ghiandole ampollari e ghiandole bulbouretrali di Cowper (nel loro complesso). Il loro secreto, emesso attraverso due lunghi dotti uretrali paralleli che sboccano presso l'utricolo prostatico, va a formare una porzione dello sperma e del liquido di Cowper - Littré. Il volume delle secrezioni varia sensibilmente secondo l'animale considerato e l'individuo; nei ratti, ad esempio, tende ad essere molto abbondante, data anche la considerevole dimensione delle ghiandole. Nelle poche specie in cui le ghiandole bulbouretrali accessorie si sono involute, le ghiandole coagulanti hanno di fatto sostituito la loro funzione: l'esempio più emblematico è lo scimpanzé, le cui ghiandole accessorie (benché numerose) sono divenute vestigiali.

### Secrezioni sessuali
Durante l'eccitazione sessuale, le ghiandole coagulanti uretrali emettono dai dotti periuretrali quantità variabili di fluido, che va a costituire una piccola parte della pre-eiaculazione. Durante l'orgasmo, lo stesso fluido viene prodotto in quantità più consistenti, e va a costituire una porzione minore della stessa eiaculazione. Questo secreto svolge diverse funzioni:
- Neutralizza l'acidità delle urine, rendendo così alcalino l'ambiente per non nuocere agli spermatozoi (il pH del liquido coagulante è infatti compreso tra 7,4 ed 8,3).[22][1][14]
- Emette una soluzione antimicrobica per evitare infezioni urinarie durante e dopo il rapporto. Il potere antibatterico e antimicotico di queste emissioni è in realtà blando rispetto a quello di tutte le altre secrezioni uretrali, ma risulta comunque utile nel prevenire uretriti infettive dovute al rapporto.[23][24][25]
- Soprattutto nei roditori, svolge un ruolo fondamentale nella coagulazione del liquido seminale e nella motilità degli spermatozoi, poiché è molto ricco di glicoproteine e di fruttosio. Proprio come accade per le funzioni precedenti, questo ruolo si combina efficacemente con il secreto emesso dalle vescicole seminale e dalla prostata, nonché da altre ghiandole uretrali meno rilevanti.[1][6][26] A causa della sua capacità di mantenere mobili gli spermatozoi, questo fluido è molto importante (benché non necessariamente indispensabile) per la fertilità, in particolare nei topi e nei conigli.[1][27]
- Impedisce o contrasta l'eiaculazione retrograda (reflusso del seme verso la vescica) grazie alla viscosità del liquido dovuta al fruttosio. In aggiunta, grazie alla cospicua presenza di acido sialico, una volta arrivato nella vagina il secreto diviene trasparente e forma dei tappi densi e collosi, volti ad impedire ulteriormente il reflusso dell'eiaculato dalla vagina verso l'uretra emittente.[28][29][30]

### Altre funzioni
Fuori dallo stato di eccitazione, le ghiandole coagulanti svolgono le seguenti funzioni:
- Concorrono a proteggere il pavimento uretrale dall'acidità delle urine, evitandone l'irritazione grazie al deposito di uno strato protettivo di secrezioni mucose.[31][32][33]
- Contribuiscono in minor parte a proteggere l'apparato urogenitale da infezioni urinarie, attraverso l'emissione di un secreto dalle blande proprietà antimicrobiche. Il potere antibatterico e antimicotico di queste secrezioni è sensibilmente inferiore a quello delle altre ghiandole uretrali, poiché la quantità di zinco libero ammonta a circa 120 microgrammi  / mL (50 - 250 microgrammi / mL): circa quattro volte inferiore a quella contenuta nel classico fattore antimicrobico uretrale; inoltre, non sono presenti altre sostanze antimicrobiche rilevanti, eccetto l'acido sialico.[23][24][25] Questo fluido risulta comunque utile nel prevenire ed evitare episodi infettivi del tratto urinario.[23][24][25]

## Patologie
Dal punto di vista clinico, ghiandole coagulanti sono significative per vari fenomeni di entità e incidenza molto variabili. Questi includono in particolare:
- Iperplasia: fenomeno che consiste nella moltiplicazione eccessiva delle cellule che compongono le ghiandole, aumentando il numero e le dimensioni degli acini e, di conseguenza, delle ghiandole stesse. Possono formarsi granuli glicosidici o di fruttosio all'interno della ghiandola, il cui diametro può superare il millimetro.[1][6]
- Infezione: le uretriti o parauretriti microbiche, sia ascendenti sia discendenti, possono estendersi alle ghiandole coagulanti, provocandone l'infiammazione e il rigonfiamento. Se non trattata, può portare ad ascesso parauretrale e stenosi uretrale.[34][35]
- Cisti uretrale o parauretrale: è possibile che le ghiandole sviluppino edemi e neoformazioni cistiche, a seguito di infezioni o lesioni iatrogene. Non è raro che le cisti parauretrali si sviluppino all'interno della ghiandola, ma è più probabile che si formino nei dotti parauretrali, bloccandone il drenaggio fino al totale impedimento.[36][37][38]
- Diverticolo uretrale o parauretrale: dilatazione anomala e sacciforme dell'uretra, sporgente o rientrante, dovuta alla dilatazione delle ghiandole e dei dotti uretrali, che provoca un prolasso della parete. Può essere singolo o multiplo, e tende a formarsi dalle lacune di Morgagni da cui sbucano i dotti stessi.[39][40][41]
- A livello dell'orifizio dei dotti uretrali possono formarsi masse cicatriziali (stenosi uretrale anulare o allungata, valvola uretrale) oppure depositarsi calcoli uretrali (primari se originati nella lacuna uretrale, secondari se provenienti dal dotto stesso o da altre regioni dell'apparato urogenitale).[42][43][44][45]
- Infiammazione: le cause di un processo flogistico sono molteplici, ma vengono in genere ricercate tra infezioni, iperplasia e traumi iatrogeni.[34][35]
- Neoplasie: le ghiandole coagulanti sono talora soggette a fenomeni neoplastici, sia benigni sia maligni, in particolare l'adenocarcinoma uretrale o parauretrale. Questi tumori possono insorgere sia dagli acini, dunque all'interno della capsula, sia dalla capsula stessa o dai dotti uretrali; in rarissimi casi, le ghiandole potrebbero anche ospitare metastasi.[46][47][48]

La presenza di un catetere nel maschio può limitare o impedire il naturale drenaggio del secreto delle ghiandole parauretrali, con il rischio di provocare infezioni (uretriti) che possono eventualmente ascendere attraverso i dotti parauretrali, fino ad infiammare le ghiandole stesse. Viene inoltre limitato fortemente l'apporto del fattore antimicrobico uretrale e delle sostanze protettive, con il rischio di lasciare l'epitelio uretrale scoperto verso fenomeni infettivi o infiammatori.

## Omologie in altri mammiferi
Non è semplice definire un esatto omologo delle ghiandole coagulanti nei mammiferi in cui non sono individuabili secondo la definizione classica. In particolare, numerosi ruminanti (una notabile eccezione è l'elefante) e lo stesso uomo presentano numerose ghiandole omologhe in forma disseminata, collocate a livello dell'uretra prostatica.
In questi mammiferi, numerose funzioni delle ghiandole coagulanti sono assunte dalle ghiandole parauretrali accessorie di maggior rilievo. In particolare, il secreto della prostata, delle ghiandole ampollari e delle vescicole seminali è indispensabile per la motilità spermatica e la coagulazione del liquido seminale, grazie al suo contenuto di fruttosio e acido sialico. In secondo luogo, le ghiandole bulbouretrali di Cowper sono responsabili per la produzione di una parte consistente del liquido preseminale, cui le ghiandole coagulanti collaborano. Le altre funzioni (alcalinizzante e protettiva, antimicrobica) sono invece tipiche di tutte le ghiandole uretrali e periuretrali.
La restante parte delle funzioni è invece assunta da svariate ghiandole omologhe, disseminate lungo l'uretra prostatica e per certi aspetti affini a quelle coagulanti. Gli studi hanno individuato questa omologia nelle ghiandole prostatiche di Morgagni, che vengono infatti definite prostata anteriore, e nelle ghiandole uretrali di Albarran y Dominguez.
Un caso particolare è rappresentato da cervi e suini: in questi mammiferi, le ghiandole bulbouretrali diaframmatiche sono fortemente sviluppate e voluminose, e il loro secreto emette quantità notevoli di acido sialico (finanche 200 microgrammi / mL nel cinghiale) e glucosio. Questo secreto è fondamentale per la coagulazione e l'addensamento del seme, e in questo senso svolge un ruolo affine a quello delle ghiandole coagulanti uretrali.